# Ulrich von St. Gallen
Ulrich († 27. Januar 990) war von 984 bis 990 Abt des Benediktinerklosters St. Gallen.

## Leben
Über Ulrich ist nicht viel bekannt. Möglicherweise war er Hospitarius 956/57. Ab November 984 war er Abt. Urkundlich wird er nicht erwähnt.

## Wirken
Ulrich soll die von seinem Vorgänger Ymmo begonnenen Bau- und Ausstattungsarbeiten vollendet haben.